# Église luthérienne de Mežaparks
L'église de Mežapark (letton : Rīgas Mežaparka baznīca) ou Église évangélique luthérienne Adolf (letton : Ādolfa evaņģēliski luteriskā baznīca) ou Église évangélique luthérienne Gustav Adolf de Mežaparks (letton : Mežaparka Gustava Ādolfa evaņģēliski luteriskā baznīca)  est une église évangélique-luthérienne située dans le voisinage de Mežaparks à Riga, capitale de  la Lettonie,.
Avec 80 places, c'est la seule église de Mežaparks et la plus petite église de Riga.

## Historique
Initialement, le bâtiment de l'église a été construit comme centrale électrique de Mežaparks (1904), mais après que Mežaparks ait été connecté au réseau électrique de la ville de Riga, un entrepôt pour chevaux y a gété situé.
En 1911, le directeur de la société « Būvbiedrība », qui acheta le terrain, proposa la transformation du bâtiment en chapelle.
L'auteur du projet de chapelle est probablement Eduards Kupfer.
Le 31 janvier 1919, la chapelle est consacrée.
Elle s'appelait la chapelle Gustav Adolphus, dans la presse elle s'appelait aussi la Waldkapelle.
Dans les années 1920, l'église a été rénovée, après quoi le nombre de sièges a atteint 80.
Elle est restée dans cet état jusqu'à nos jours, un simple bâtiment en maçonnerie mince de forme rectangulaire.
À ses débuts, les services religieux se déroulaient en allemand, car la majorité des habitants de Mežapark étaient des germano-baltes.
Dans les années 1930, des messes se sont tenues une à deux fois par mois en letton.
Quelques années avant la Seconde Guerre mondiale, il fut décidé de construire une église séparée pour la congrégation lettone, mais ce projet fut interrompu par la guerre.
Il y a eu un incendie en 1970.